# Пегалахар
Пегалахар (ісп. Pegalajar) — муніципалітет в Іспанії, у складі автономної спільноти Андалусія, у провінції Хаен. Населення — 3116 осіб (2010).
Муніципалітет розташований на відстані близько 300 км на південь від Мадрида, 12 км на схід від Хаена.
На території муніципалітету розташовані такі населені пункти: (дані про населення за 2010 рік)
- Ла-Серрадура: 85 осіб
- Пегалахар: 3031 особа

## Демографія
Динаміка населення (INE ):